# Amtsgericht Sebnitz
Das Amtsgericht Sebnitz war ein Gericht der ordentlichen Gerichtsbarkeit und ein Amtsgericht in Sachsen mit Sitz in Sebnitz.

## Geschichte
In Sebnitz bestand bis 1879 das Gerichtsamt Sebnitz als Eingangsgericht. Im Rahmen der Reichsjustizgesetze wurden 1879 im Königreich Sachsen die Gerichtsämter aufgehoben und Amtsgerichte, darunter das Amtsgericht Sebnitz, geschaffen. Der Gerichtssprengel umfasste Sebnitz, Amtshainersdorf mit Kanzlei-Lehngut, Hertigswalde, Hinterhermsdorf mit Beitze, Hinterhermsdorfer Räumicht, Langke, Neudörfchen und Schafräumicht, Hofhainersdorf mit Häusern an der Hornleithe, Lohsdorf mit Sorge, Ottendorf (Hinterottendorf) mit Lochräunmicht und Ottendorfer Räumicht, Saupsdorf mit Loch, Saupsdorfer Räumicht und Wachbergrestauration, Schönbach, Ulbersdorf und die Hinterhermsdorfer und Ottendorfer Forstreviere. Das Amtsgericht Sebnitz war eines von 18 Amtsgerichten im Bezirk des Landgerichtes Bautzen. Der Amtsgerichtsbezirk umfasste danach 11.550 Einwohner. Das Gericht hatte damals eine Richterstelle und war ein kleines Amtsgericht im Landgerichtsbezirk.
Im Jahre 1943 wurde das Amtsgericht Neustadt in Sachsen kriegsbedingt zu einer Nebenstelle des Amtsgerichtes Sebnitz herabgestuft und war nun nur noch für die freiwillige Gerichtsbarkeit zuständig. In der SBZ wurde mit dem SMAD-Befehl Nr. 49 vom 4. September 1945 die Gerichtsorganisation festgelegt. Es sollten diejenigen Gerichte wiederhergestellt werden, die am 30. Januar 1933 bestanden hatten. Das Kontrollratsgesetz Nr. 4 vom 30. Oktober 1945 bestätigte diese Regelung. Mit den Durchführungsbestimmungen zur Vereinfachung der Gerichtsorganisation im Land Sachsen vom 28. Mai 1951 zur Verordnung vom 5. Mai 1951 wurde das Amtsgericht Sebnitz selbst zum Zweiggericht heruntergestuft. Mit dem Gerichtsverfassungsgesetz vom 2. Oktober 1952 wurde das Amtsgericht Sebnitz in der DDR aufgehoben und das Kreisgericht Sebnitz an seiner Stelle eingerichtet. Gerichtssprengel war nun der Kreis Sebnitz.

## Gerichtsgebäude

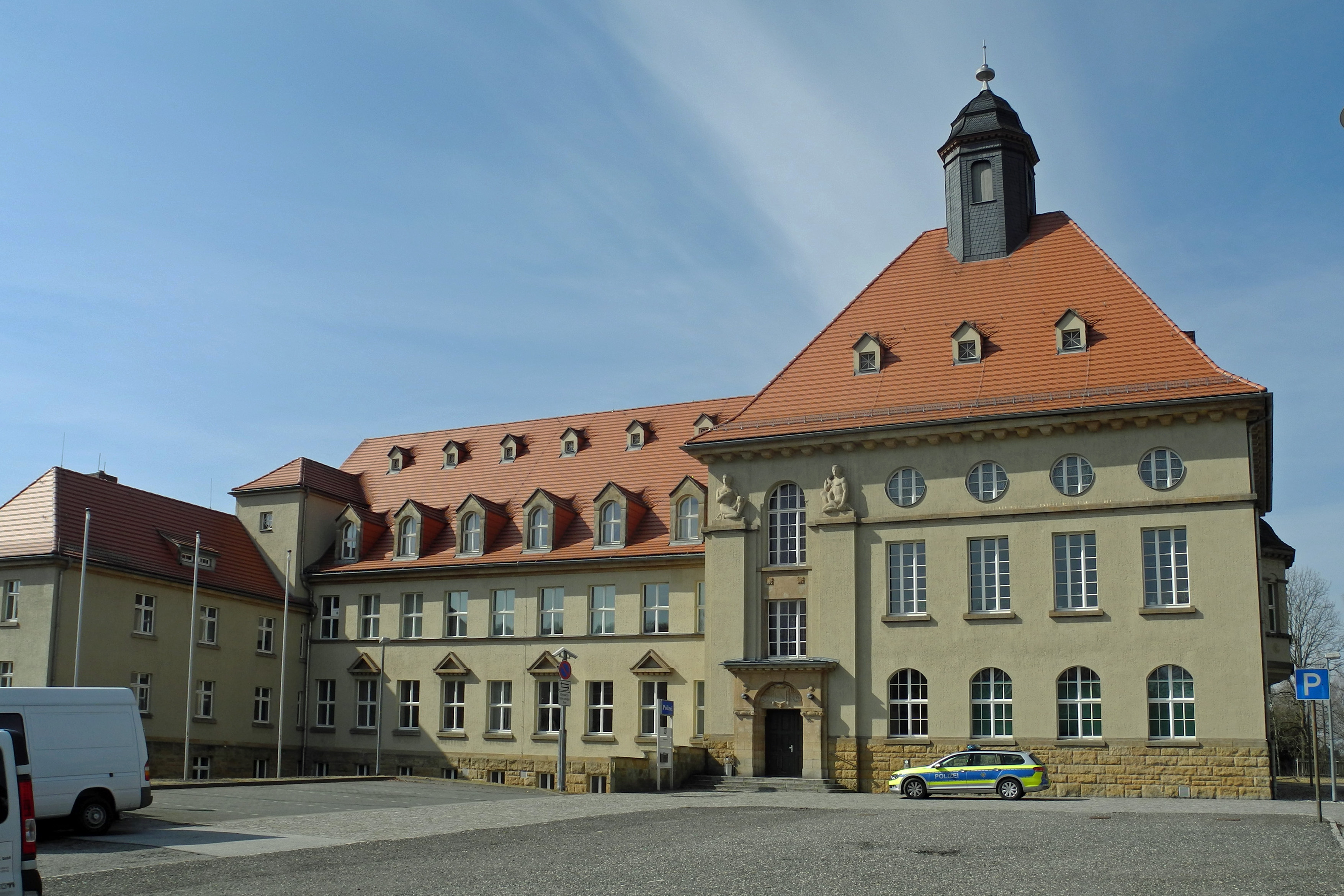
Ehem. Gerichtsgebäude (2018)

Das Amtsgericht nutzte das 1914–1916 erbaute Amtsgerichtsgebäude (Finkenbergstraße 13a). Es handelt sich um einen Putzbau. Es ist ortsgeschichtlich und baugeschichtlich von Bedeutung und steht daher unter Denkmalschutz.